# Infraestructura de la Ciudad de Córdoba (Argentina)
La infraestructura urbana de la Ciudad de Córdoba está compuesta básicamente por los servicios de red cloacal, agua potable, gas natural y transporte público. En este sentido no hay que confundir con los cuatro servicios públicos básicos que todo Gobierno debe proveer que son Salud, Seguridad, Educación y Justicia, sino que el presente artículo trata sobre servicios que son estructurales y que pueden encuadrarse dentro de alguno de los cuatro servicios públicos básicos.
Según el BID, la infraestructura es el conjunto de estructuras de ingeniería e instalaciones –por lo general, de larga vida útil– que constituyen la base sobre la cual se produce la prestación de servicios considerados necesarios para el desarrollo de fines productivos, políticos, sociales y personales. Alternativamente, lo podríamos definir como la base fundamental que forma los entretejidos de la organización estructural de una región, que se utilizan para llevar a cabo las actividades necesarias para su generación y desarrollo constante. El factor infraestructura es fundamental en el aparato productivo de una región, ya que de él depende el aprovechamiento eficiente de los recursos.
Una buena infraestructura contribuye a mejorar la accesibilidad a redes de servicios, reducir costos operacionales y lograr mayores niveles de eficiencia operativa, además de una mayor confiabilidad, calidad y cantidad de servicios. Asimismo la mejora en la accesibilidad a la red, como los denominados beneficios primarios de las inversiones implican externalidades positivas en la asignación de recursos y expansión de los mercados internos y externos.

## Red de Cloacas
Los datos a 2007 de la red cloacal en la ciudad son los siguientes:
La población que se tomó como base para el cálculo fue de 1.325.036 habitantes. La investigación arrojó que la población conectada asciende a 666.913 habitantes (50,3%). Asimismo el caudal medio diario es de 154.700 m³/día, pero la capacidad real de tratamiento es 120.000 m3/día lo que implica un déficit de tratamiento de 34.700 m³/día. El caudal máximo horario es de 8.000 m³/hora y el déficit de tratamiento pico de 72.000 m³/día.
Pese a los estudios realizados en 2001 por la Facultad de Ciencias Exactas, Físicas y Naturales de la Universidad Nacional de Córdoba a pedido de la municipalidad, el sistema de evacuación del agua de lluvia sigue siendo deficiente en la ciudad. Dicho estudio indica que de caer 40 milímetros de agua en un corto lapso, las zonas en peligro se anegan.
Un estudio desarrollado por la consultora privada Movilidad Córdoba, enunció que el 65% de los encuestados sobre una base de 450 casos analizados, ha contado algún desborde se aguas servidas a la carpeta asfáltica en los últimos 3 meses. Estos resultados hacen contraste con años anteriores, hay una percepción de que no hubo mejoras notables a pesar de que el municipio asegura haber realizado obras e inversiones.

## Agua potable
El servicio de agua potable es administrado desde 1997 por la empresa Aguas Cordobesas S.A. Esta empresa está gerenciada por Suez Lyonnaise des Eaux de Francia. La red llega al 97,61% de la población (428.288 conexiones) cubriendo más de 3.352 km en total. En 2007 se consumían en promedio 335,8 litros de agua por día por habitante, mientras que en 2010 se redujo a 292 litros. La producción anual de agua es de aproximadamente 138.000.000 m³. El 99% del agua para el servicio es de origen superficial, el resto se produce a partir de siete perforaciones para extraer aguas subterráneas. La captación, distribución y tratamiento están divididas en dos sistemas:
- Sistema Norte: toma de agua debajo de la centra Hidroeléctrica de La Calera, que alimentan las plantas potabilizadoras Suquía (2,14 m³/s) y Alto Alberdi (1,40 m³/s).
- Sistema Sur: toma en el Canal Los Molinos-Córdoba que abastece la planta potabilizadora de Los Molinos (0,60 m³/s), ubicada en la localidad de Bower.

La distribución se realiza por dos subsistemas de cañerías maestras y redes de distribución domiciliarias (Norte y Sur). Todo el sistema suma una longitud de 2100 km de cañerías.
| % de Cobertura (Hab Servidos/Hab Total) | 84,42% | 85,92% | 87,21% | 88,72% | 89,91% | 90,49% | 92,56% | 95,28% | 96,16% | 96,65%     | 97,61%     |
| km de Red                               | 2.545  | 2.596  | 2.766  | 2.785  | 2.987  | 3.067  | 3.135  | 3.280  | 3.352  | Sin datos. | Sin datos. |

| Tipo de Servicio \| Año | 1999    | 2000    | 2001    | 2002    | 2003    | 2004    | 2005    | 2007    |
| Residenciales Puras     | 325.628 | 336.239 | 345.878 | 354.907 | 362.125 | 380.662 | 387.481 | 392.341 |
| Residenciales Mixtas    | 5.205   | 5.366   | 5.392   | 3.772   | 3.058   | 3.107   | 3.131   | 3.082   |
| Comercio Puras          | 7.180   | 7.143   | 7.157   | 7.101   | 6.586   | 6.789   | 6.964   | 8.040   |
| Industria Puras         | 477     | 467     | 462     | 388     | 376     | 374     | 374     | 399     |
| Comercio / Industria    | 7.094   | 6.676   | 6.568   | 5.132   | 4.841   | 4.812   | 4.780   | 3.832   |
| Baldíos                 | 21.391  | 20.270  | 19.937  | 20.811  | 20.766  | 20.328  | 20.489  | 20.550  |
| Especiales              | 73      | 1.194   | 86      | 248     | 366     | 359     | 46      | 44      |
| Total                   | 367.048 | 377.355 | 385.480 | 392.359 | 398.118 | 416.431 | 423.265 | 428.288 |

| Año                                                | 2008      | 2014      | 2020      | 2027      |
| 1. Población                                       |           |           |           |           |
| 1.1 Población total                                | 1.379.445 | 1.453.853 | 1.522.312 | 1.589.734 |
| 1.2 Habitantes servidos por ACSA                   |           |           |           |           |
| 1.2.1 Directos                                     | 1.325.311 | 1.396.799 | 1.467.724 | 1.532.729 |
| 1.2.2 Venta de Agua en bloque                      | 19.864    | 20.935    | 21.921    | 22.892    |
| 1.2.3 Población Clandestina                        | 5.000     | 5.000     | -         | -         |
| 1.3 Total habitantes servidos por ACSA             | 1.350.175 | 1.422.735 | 1.489.645 | 1.555.621 |
| 1.3.1 Porcentaje de cobertura                      | 97,9%     | 97,9%     | 97,9%     | 97,9%     |
| 2. Caudales                                        |           |           |           |           |
| 2.1 Caudal Medio Anual Agua Entregada a Red (m³/s) | 5,05      | 4,97      | 5,17      | 5,42      |
| 2.1.1 Coeficiente pico diario                      | 1,32      | 1,32      | 1,32      | 1,32      |
| 2.2 Caudal máximo diario (m³/s)                    | 6,67      | 6,56      | 6,83      | 7,16      |

| Caudal \| Año               | 2006 | 2011 | 2016 | 2021 | 2026 |
| Caudal máximo diario (m³/s) | 5,8  | 6,2  | 6,5  | 6,8  | 7,0  |

## Red de Gas natural
El servicio de Gas natural es provisto por la empresa Ecogas. Según datos a 2007 el porcentaje de cobertura de la red de gas a los hogares asciende al 91%, y en relación con el total de unidades tributarias, 75,5%.
| Tipo de Clientes                              | 30/04/05 | 30/04/06 | 30/04/07   |
| Viviendas de familia (domésticos)             | 274.665  | 282.926  | 297.683    |
| Comercios y Servicios                         | 9.168    | 9.484    | 10.612     |
| Industrias Varias                             | 269      | 264      | 24         |
| Estaciones de GNC                             | 81       | 93       | 105        |
| Sub total: Clientes activos                   | 284.183  | 292.767  | 308.424    |
| Puntos sin conectarse al sistema              | 42.874   | 82.459   | Sin datos. |
| Total (Puntos de consumo sobre la red de gas) | 327.057  | 375.226  | 308.424    |

## Red de energía eléctrica
La empresa EPEC es la encargada de proveer el servicio de energía eléctrica a la ciudad. Según datos a 2006, en la ciudad había 381.652 suministros eléctricos activos.
|                        | Residencial | General | Grandes Consumos | Cooperativas | Gobierno y Especiales | Servicios de Agua | Alumbrado Público | VAR/U.P. | Rural | Total   |
| Clientes al 06/03/2006 | 337.375     | 38.016  | 1.664            | 1            | 3.289                 | 28                | 1.172             | 80       | 27    | 381.652 |

## Accesos y autopistas

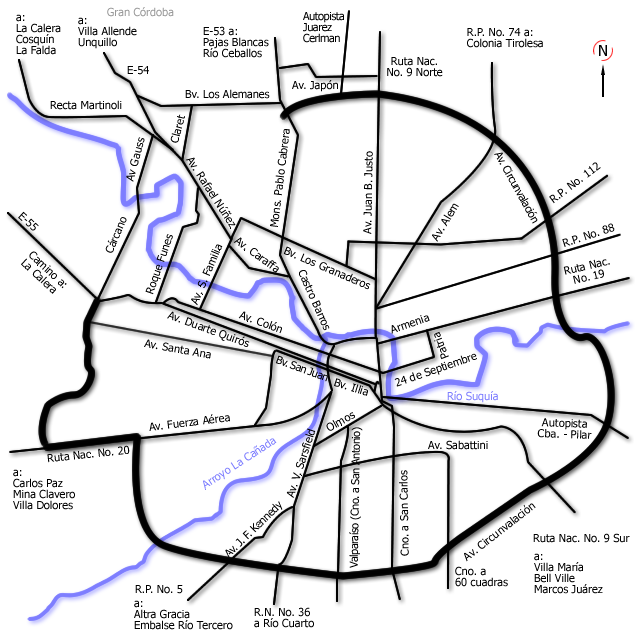
Mapa de la red de accesos viales y autopistas.

La ciudad se conecta con las principales localidades de la provincia y el país mediante una red de accesos consecioanda y en parte sistematizada, las más importantes de éstas vías son la Autopista J. A. Posse (Ruta Nacional 20), que une Córdoba con Villa Carlos Paz, cuenta con dos carriles por mano y se encuentra concesionada. Y por otro lado la Autopista Ernesto Che Guevara, también concesionada, une Córdoba con Villa María y aún tiene tramos en construcción. Cuando esté finalizada la obra, conectará Córdoba con Rosario. La ciudad cuenta con una autopista urbana de acceso gratuito, la avenida de Circunvalación Agustín Tosco. Rodea la ciudad con un radio de unos 6 km del centro. Se trata de una obra concluida en 2019, donde, en el sector noroeste se construyó y cerró el anillo, su extensión total es de 46 km.
Existen otros accesos importantes a la ciudad que conectan a Córdoba con las ciudades y los puertos más importantes del país. Además enlazan varias vías de comunicación del Mercosur.
| Accesos a la ciudad de Córdoba |                           |                            | |
| Dirección                      | Acceso                    | Avenida                    | Itinerario |
| Norte                          | Ruta Provincial E53       | Av. Monseñor Pablo Cabrera | Río Ceballos, Salsipuedes, Ascochinga. |
| Norte                          | Ruta Provincial E54       | Av. Rafael Núñez           | Villa Allende, Mendiolaza, Unquillo, Río Ceballos. |
| Norte                          | Ruta Nacional 9 "norte"   | Av. Juan B. Justo          | Jesús María, Santiago del Estero, San Miguel de Tucumán, Ciudad de Salta, La Quiaca.                                                                   |
| Norte                          | Autopista Juárez Celman   |                            | Jesús María, Colonia Caroya, Cerro Colorado, luego conecta con la Ruta Nacional 9 "norte" y recorre Santiago del Estero, San Miguel de Tucumán, Salta. |
| Norte                          | Ruta Provincial 74        |                            | camino a Colonia Tirolesa. |
| Este                           | Autopista Córdoba-Rosario | Av. Estados Unidos         | Pilar, Villa María, Bell Ville, Marcos Juárez, Rosario.                                                                                                |
| Este                           | Ruta Provincial 112       | Av. A. Capdevila           | Santa Rosa de Río Primero. |
| Este                           | Ruta Provincial 88        | Av. Las Malvinas           | Monte Cristo, Miramar, San Francisco. |
| Este                           | Ruta Nacional 19          | Av. Rincón                 | Miramar, San Francisco, Santa Fe. |
| Sur                            | Ruta Nacional 9 "sur"     | Av. Sabattini              | Toledo, Río Segundo, Villa María, Rosario, Buenos Aires.                                                                                               |
| Sur                            | Ruta Provincial 5         | Av. Armada Argentina       | Alta Gracia, Dique Los Molinos, Calamuchita, Río Tercero.                                                                                              |
| Sur                            | Ruta Nacional 36          | Av. Vélez Sársfield        | Despeñaderos, San Agustín, Almafuerte, Río Cuarto. |
| Sur                            | Camino Interfábricas      | Av. Gral. Savio            | Une Camino 60 Cuadras con Ruta Nac.9 Sur |
| Sur                            | Camino a 60 cuadras       | Av. 11 de Septiembre       | Aeródromo Coronel Olmedo |
| Sur                            | Camino a San Carlos       | Av. B. O'Higgins           | Comuna de San Carlos |
| Sur                            | Camino a San Antonio      | Av. Valparaíso             | Bower, San Antonio |
| Oeste                          | Ruta Nacional 20          | Av. Fuerza Aérea           | Villa Carlos Paz (Autopista Justiniano Posse), Mina Clavero, Cosquín, La Falda, Cruz del Eje, varias ciudades de la Provincia de San Luis, San Juan.   |
| Oeste                          | Ruta Provincial E55       | Av. Colón                  | La Calera, Bialet Massé, La Falda, Capilla del Monte, Cruz del Eje.                                                                                    |
| Oeste                          | Camino a Saldán           | Av. Ricardo Rojas          | Saldán, La Calera. |

## Transporte público
La Ciudad tiene básicamente 4 tipos de transporte: Colectivos, Remises, Taxis y Trolebuses. Está en estudio instalar una red de subterráneos.
La red de colectivos se compone de la siguiente manera:
- Empresa Coniferal: Administradora de los corredores  y .
- Empresa Grupo ERSA: concesionaria de los corredores   y .
- Empresa Autobuses Santa Fe: Los corredores   y .

La red de Trolebuses, todos administrados por la empresa T.A.M.S.E., está compuesta de las siguientes líneas:
- Línea A: Desde barrio Mariano Fragueiro hasta Plaza Las Américas.
- Línea B: Une el barrio Alto Alberdi hasta Pueyrredón.
- Línea C: Va desde barrio Ameghino hasta barrio San Vicente.

El servicio de vehículos de alquiler cuenta con 7.763 unidades, de las cuales 3.703 son taxis y 3.195 son remises.

### Bicicletas
La Ciudad de Córdoba también cuenta con una red de ciclovías o bicisendas, estimulando el uso de la bicicleta como un medio de transporte rápido, ecológico, saludable y económico. Para ello se han construido una serie de bicisendas, con las cuales se pretende unir en una red de ciclovías integradas, las mismas se ubican en calles que conectan ciertos puntos estratégicos de la ciudad. 
Algunas de las zonas que cuentan con bicisendas son: el Barrio Nueva Córdoba, la zona céntrica, las Avenidas H. Yrigoyen, Poeta Lugones, Valparaíso, el Bv. Chacabuco, entre otras.
A su vez posee un sistema de alquiler gratuito de bicicletas, la cual requiere estar inscripto previamente en las dependecias gubernamentales correspondientes.

## Otros servicios
Existen otros servicios que se pueden considerar fundamentales, entre ellos están: Alumbrado público, encargado de recibir y solucionar los reclamos relativos a la iluminación de las calles. La dirección de higiene urbana tiene como principales objetivos diseñar, ejecutar y controlar la higiene de la ciudad, actualmente está a cargo la empresa municipal Córdoba Recicla Sociedad del Estado (CRESE) y de las subcontratadas Cotreco y Logística Urbana. Por su parte, la dirección de Obras viales, tiene como función el mantenimiento y desarrollo e implantación de proyectos viales, actualmente esta repartición del municipio tiene intervención en 4173 km del ejido, distribuidos en: 842 km de calzadas de asfalto, 1582 km de calzada de hormigón, 1547 km de calzada de firme natural (tierra) y 202 km de desagües pluviales. Otras direcciones importantes son: Espacios verdes; comisión de Cortes (encargada de autorizar y verificar los cortes efectuados en calzadas y veredas de la ciudad; y Obras y mantenimientos (tareas de albañilería, carpintería, instalación y mantenimiento de redes de gas, herrería, pintura, plomería, vidriería, en los espacios públicos de la ciudad).

## Estudio de competitividad
En el estudio realizado en 2006 por la municipalidad junto a la Universidad Nacional de Córdoba y otras entidades, se buscó comparar y posicionar a la ciudad respecto de otras ciudades importantes del país. La base de cálculo usada fue el porcentaje, respecto de la población total en cada uno de los aglomerados, que está cubierta con los servicios de: Energía eléctrica, Gas natural, Agua potable, servicio cloacal y servicio de telefonía fija, además del porcentaje de calles pavimentadas.
Según Garelli, Internacional Institute for Management Development (IMD), 2006, es indispensable que la infraestructura sea considerada al momento de estudiar la competitividad de una región por las siguientes razones:
- Una infraestructura desarrollada, incluyendo un sistema eficiente de negocios, es uno de los soportes de la actividad económica.
- El adecuado desarrollo de la infraestructura debe incluir tecnologías de la información y protección ambiental.
- Las ventajas competitivas se pueden lograr mediante la aplicación eficiente e innovadora de las tecnologías existentes.

### Datos base
| Porcentaje | 98,72 | 100,00 | 94,42 | 100,00 |
| Ordenación | 5,62  | 7,00   | 1,00  | 7,00   |

| Porcentaje | 99,91 | 95,98 | 90,65 | 78,90 |
| Ordenación | 7,00  | 5,68  | 4,35  | 1,00  |

| Porcentaje | 99,00 | 50,30 | 87,22 | 54,10 |
| Ordenación | 7,00  | 1,00  | 5,55  | 1,47  |

| Porcentaje | 95,85 | 91,00 | 79,76 | 83,30 |
| Ordenación | 7,00  | 5,19  | 1,00  | 2,32  |

| Porcentaje | 118,14 | 79,40 | 90,29 | 92,40 |
| Ordenación | 7,00   | 1,00  | 2,69  | 3,01  |

| Porcentaje | 99,60 | 70,01 | 99,00 | 94,50 |
| Ordenación | 7,00  | 1,00  | 5,97  | 6,88  |

### Resultados
Si calculamos el coeficiente de asimetría se obtiene 1,93 lo que indica la existencia de una concentración de datos con sesgo hacia la izquierda, indicando una fuerte influencia de Buenos Aires en el valor promedio. Si calculamos la dispersión de los datos respecto al promedio no da un valor de 33,09% (valor del coeficiente de variación), indicando una importante diferencia entre el valor obtenido por Buenos Aires en relación con el resto de las ciudades.